# Bockarp

Bockarp är en gård från medeltiden i Mjölby socken (nuvarande Mjölby kommun). Den bestod av 1⁄2 mantal. 